# Països Baixos espanyols
Els Països Baixos espanyols era el nom dels Països Baixos del sud des de la reconquesta per Alexandre Farnese (de 1581 a 1588) i fins al Tractat d'Utrecht de 1713. A Espanya, s'utilitza sovint el nom Flandes, que només n'era una província, per a designar tot el territori.

## Història

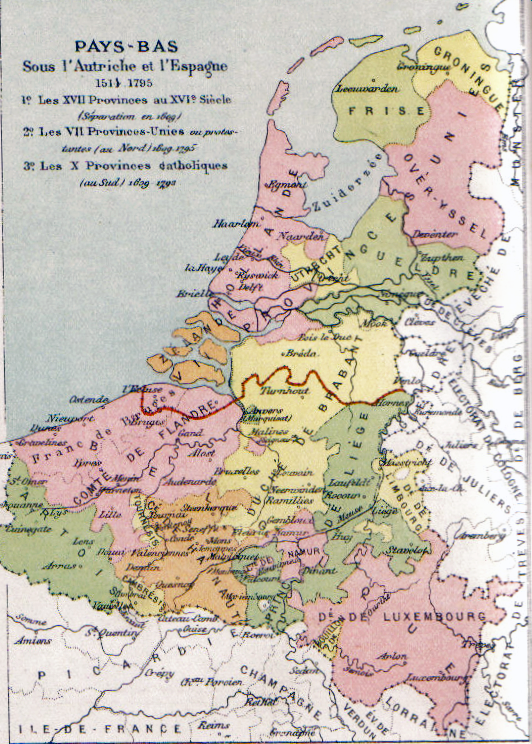
Els Països Baixos i el Principat de Lieja fins al 1795
(en vermell: la frontera de 1713)

La divisió de fet de les Disset Províncies en dues parts començara després del setge i de la caiguda d'Anvers l'any 1585. Des de 1581, l'altra part de les Disset Províncies es dirà República de les Set Províncies Unides i declararà la independència d'Espanya. La República va ocupar parts importants del territori atorgat a Espanya durant la guerra dels Vuitanta Anys. Aquestes zones, anomenades Terres de la Generalitat (aproximadament la zona entre els rius Mosa i Rin i la frontera belgo-neerlandesa actual) servien de zona de contenció contra l'exèrcit espanyol.
Fruit de la guerra amb Anglaterra, les Províncies Unides s'uniren a la Triple Aliança, amb Anglaterra i Suècia, el 1668. Lluís XIV de França se sentí traït pels neerlandesos, que havien estat aliats durant un segle. i França conquerí fàcilment una part del comtat Flandes, que van ser annexades definitivament per França després del Tractat d'Aquisgrà del 1668.
El territori va romandre sota dominació espanyola fins al Tractat d'Utrecht de 1713, quan tornarà a la branca austríaca dels Habsburg. Des del 1713 es parlarà doncs dels Països Baixos austríacs. El 1795, França va annexionar-les.

## Geografia
Aquestes províncies van romandre espanyoles: els comtats d'Artois, de Flandes, de Namur, d'Hainaut, el marquesat d'Antwerpen, la senyoria de Mechelen i els ducats de Brabant, Limburg i Luxemburg. Durant les guerres, les fronteres septentrionals amb la República i les fronteres meridionals amb França van canviar força.
El principat de Lieja mai no va pertànyer als Països Baixos espanyols (en verd al mapa històric de l'esquerra) i va romandre independent fins al 1795.